# Міський стадіон (Пакруоїс)
«Міський стадіон Пакруоїса» (лит. Pakruojo miesto stadionas) — багатофункціональний стадіон у місті Пакруоїс, Литва, домашня арена ФК «Круоя».
Стадіон побудований та відкритий 1989 року. У 2000 та 2010 роках реконструйовувався. Арену було розширено до 2 000 місць та приведено до вимог УЄФА. 
Окрім футбольних матчів, на стадіоні проводяться інші спортивні і культурні заходи.